# Moulin de Bonnes
Le moulin de Bonnes est un moulin à eau de type « à l’anglaise », des XIIIe et XVIIIe siècles, situé à Bonnes, dans le département de la Charente, en région Nouvelle-Aquitaine. Il est inscrit par arrêté du 4 mai 1943 à l’inventaire des sites[réf. nécessaire], et fait partie du réseau Natura 2000.

## Localisation
Le moulin de Bonnes se situe sur le territoire de la commune de Bonnes, en Sud-Charente, à 4 km d’Aubeterre-sur-Dronne, dans la vallée de la Dronne, qui se partage entre les départements de la Charente et de la Dordogne ; il comprend sept îles sur la Dronne. Il est situé à 600 m en aval du château et du bourg.

## Histoire
Comme la plupart des moulins de la Dronne, l’édification du moulin de Bonnes remonte au XIIIe siècle. Figurant sur les cartes de Cassini et de Belleyme, cet ouvrage, produisant farine et huile de noix, est fondé en titre, c'est-à-dire qu'il possède un droit d'usage particulier de l'eau car il a été construit avant l'apparition des lois sur ce sujet.
De droit banal, le moulin appartient aux seigneurs de Bonnes, les Bouchard d’Esparbès de Lussan, avant d’être cédé en 1770 à la famille Périer de Gurat.
Le moulin de Bonnes a servi de décor au cinéaste Patrice Énard, qui a investi les lieux pour plusieurs de ses films[réf. souhaitée]. En 2019 le moulin ouvrait ses portes à l’occasion des Journées européennes du patrimoine et des Journées européennes des moulins et du patrimoine meulier.
Le moulin a été cédé en 2023 à la famille Péchère de Chamberlanne.[réf. nécessaire]

## Galerie

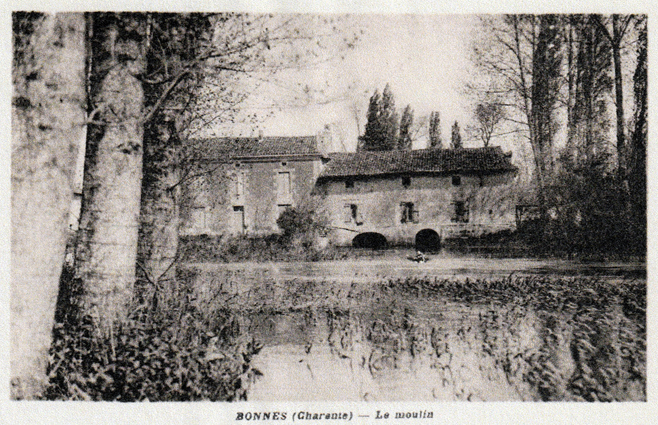
Carte postale (c. 1940)
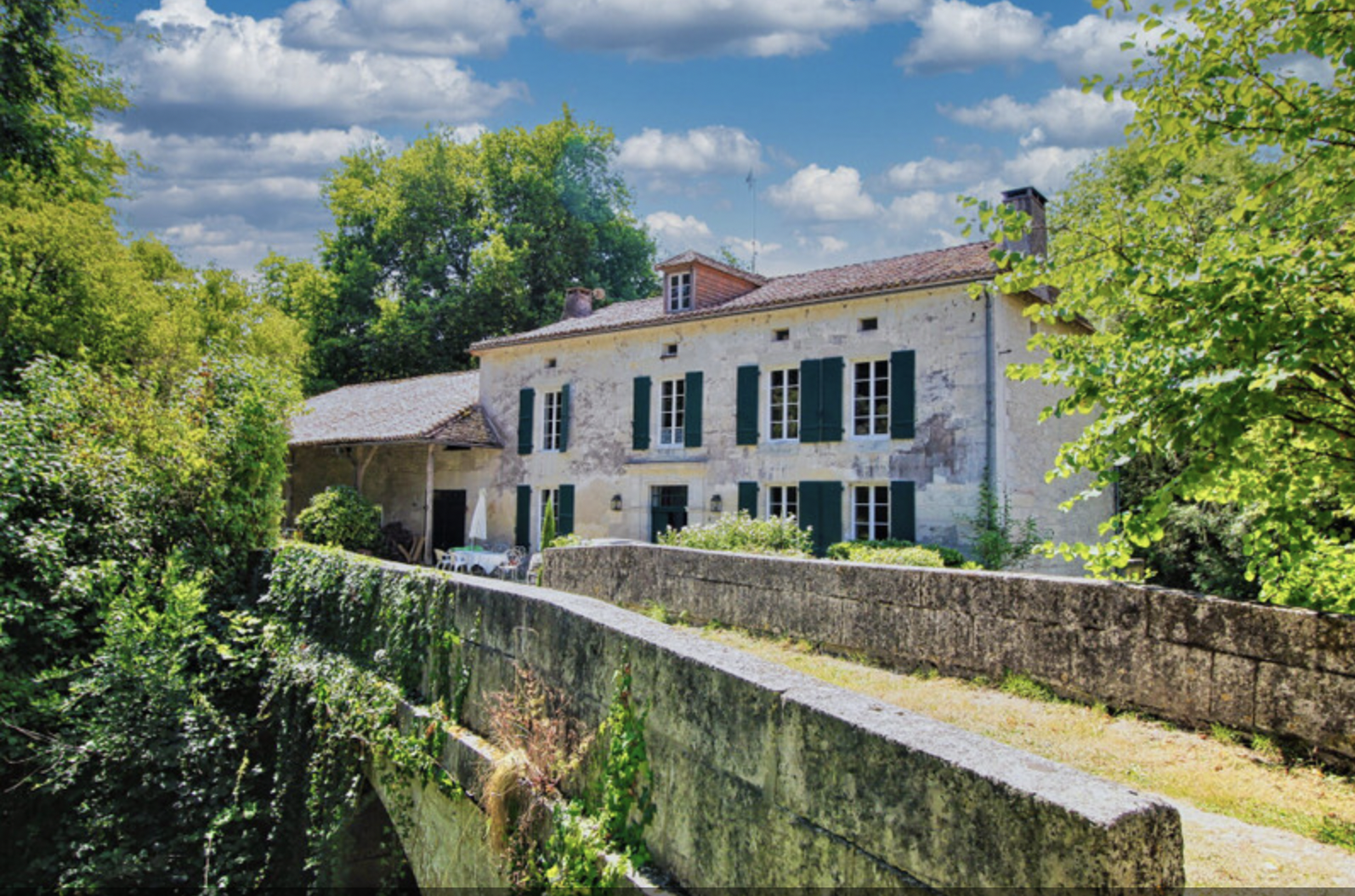
Façade nord
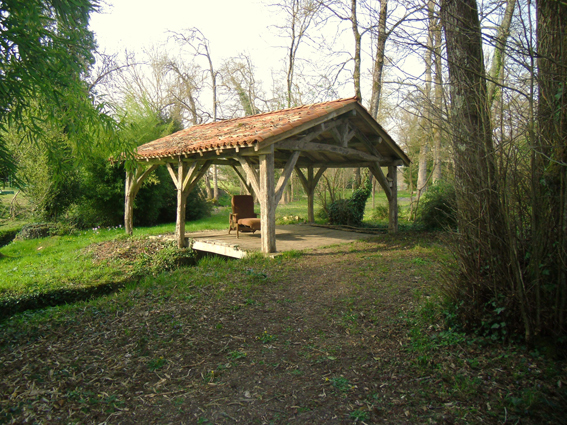
Île de la Maillerie